# Бессон (коммуна)
Бессо́н (фр. Besson) — коммуна во Франции, находится в регионе Овернь. Департамент коммуны — Алье. Входит в состав кантона Сувиньи. Округ коммуны — Мулен.
Код INSEE коммуны — 03026.

## Население
Население коммуны на 2008 год составляло 797 человек.
| 1962 | 1968 | 1975 | 1982 | 1990 | 1999 | 2008 |
| ---- | ---- | ---- | ---- | ---- | ---- | ---- |
| 767  | 817  | 815  | 733  | 786  | 775  | 797  |

## Экономика
Основу экономики составляет виноградарство.
В 2007 году среди 511 человек в трудоспособном возрасте (15—64 лет) 386 были экономически активными, 125 — неактивными (показатель активности — 75,5 %, в 1999 году было 73,9 %). Из 386 активных работали 361 человек (190 мужчин и 171 женщина), безработных было 25 (8 мужчин и 17 женщин). Среди 125 неактивных 31 человек были учениками или студентами, 63 — пенсионерами, 31 были неактивными по другим причинам.

## Достопримечательности
- Церковь Сен-Мартен (XII век)
- Замок Риц (XV—XVI века)
- Замок Рошфор (XV и XVIII века)
- Замок Вьё-Боц
- Руины старого монастыря (XIII век)
- Замок Фуршод (XV век)

## Фотогалерея

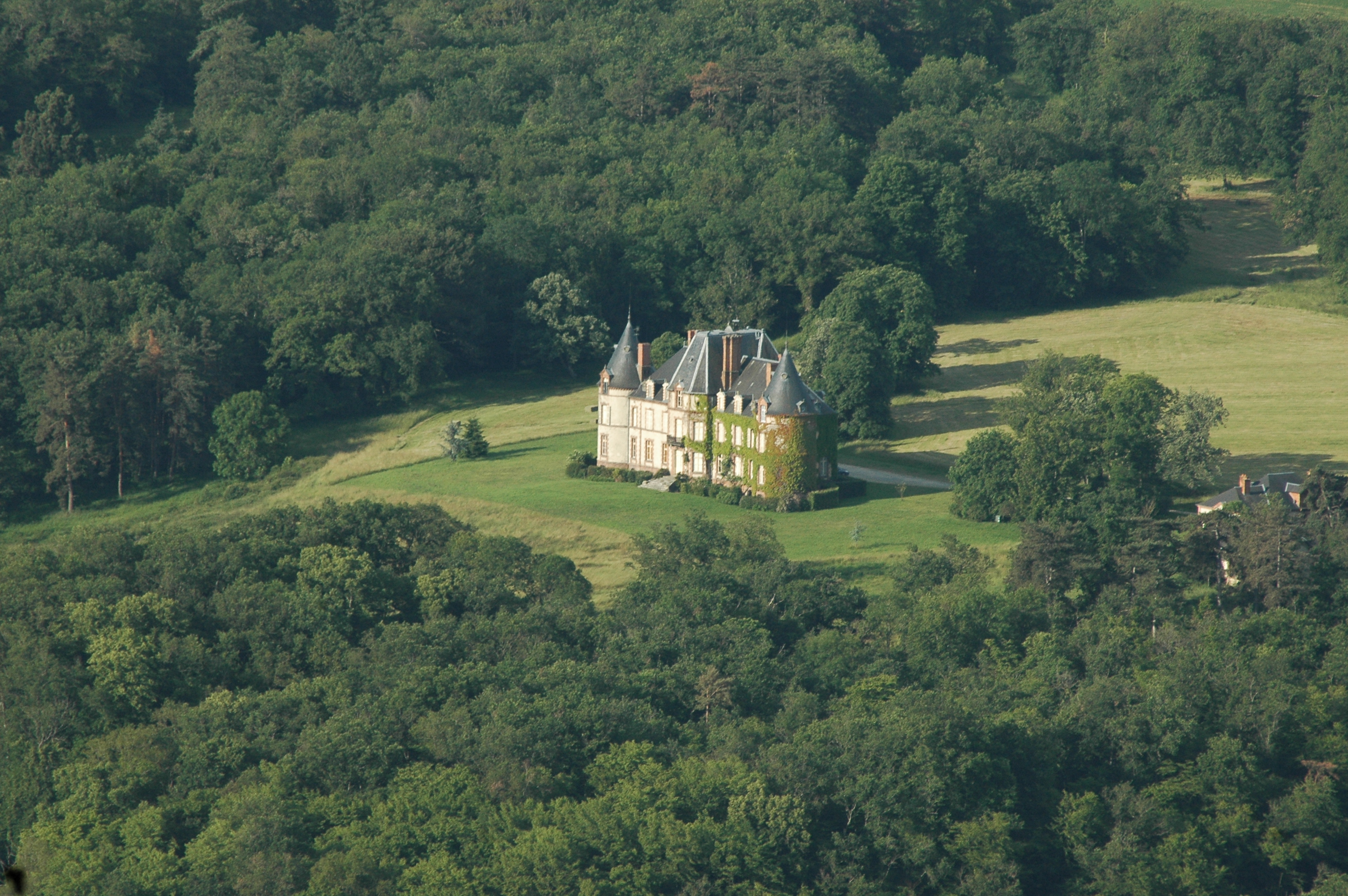
Замок Босц
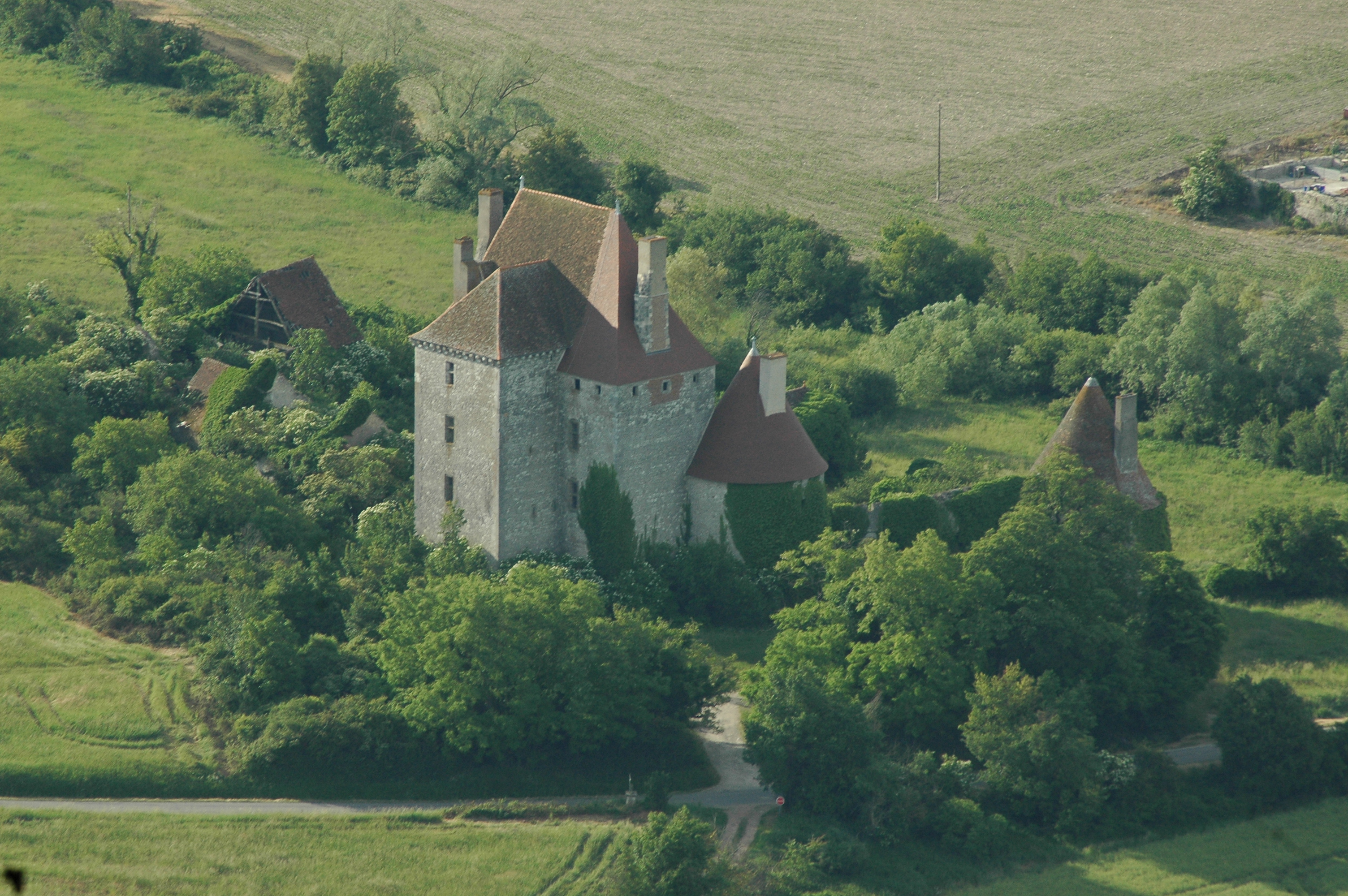
Замок Фуршод
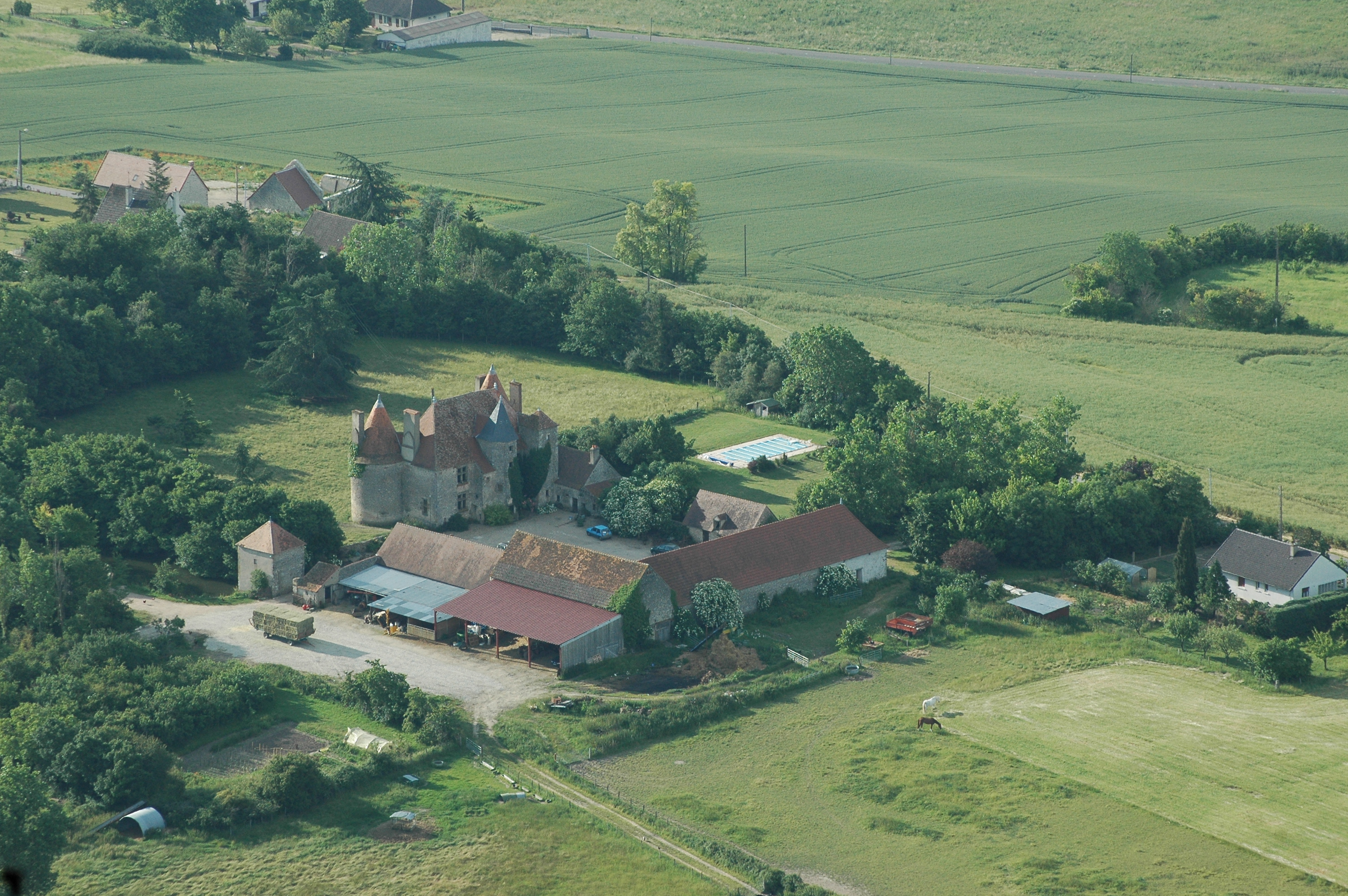
Замок Риц
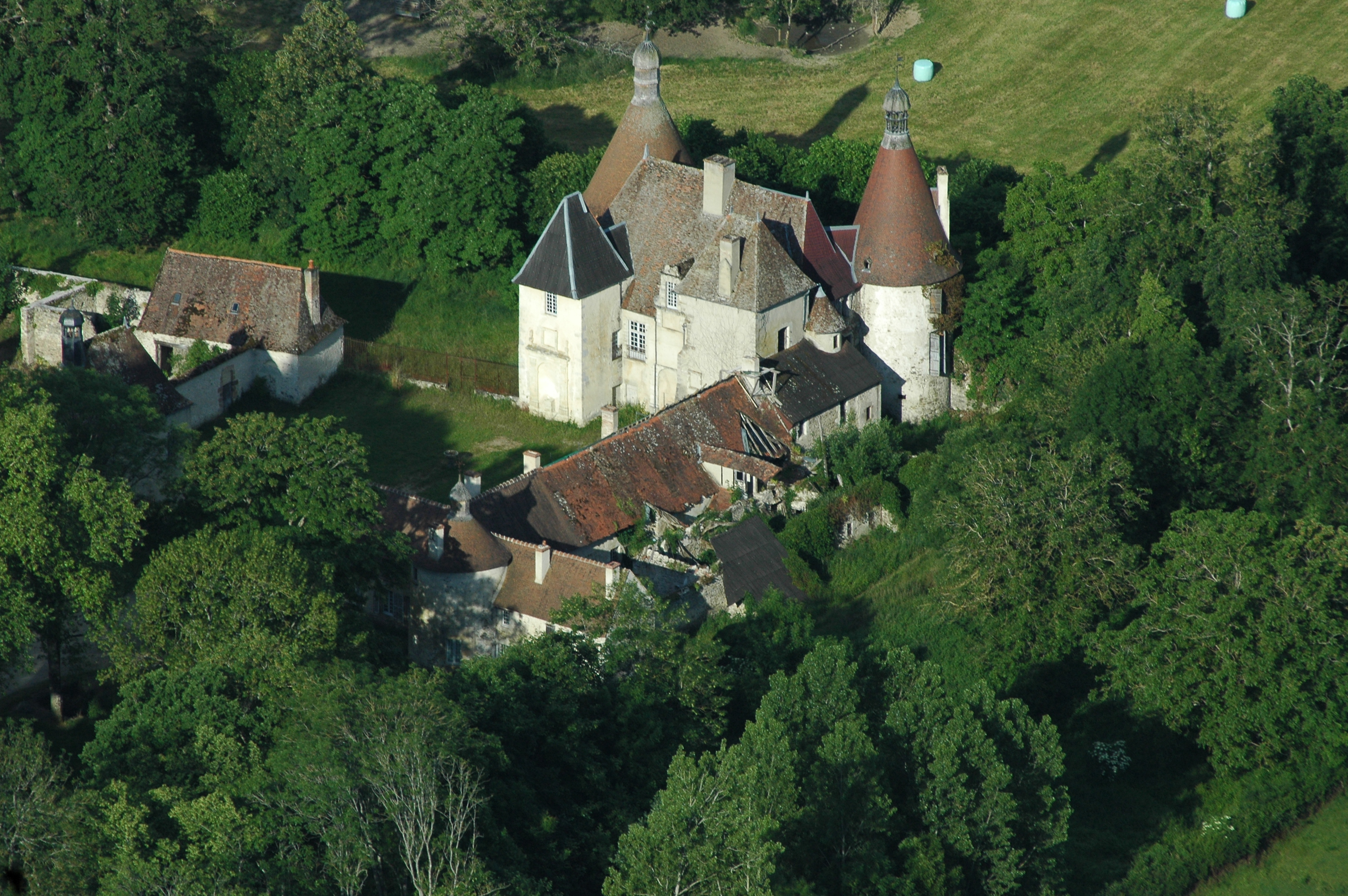
Замок Вьё-Босц
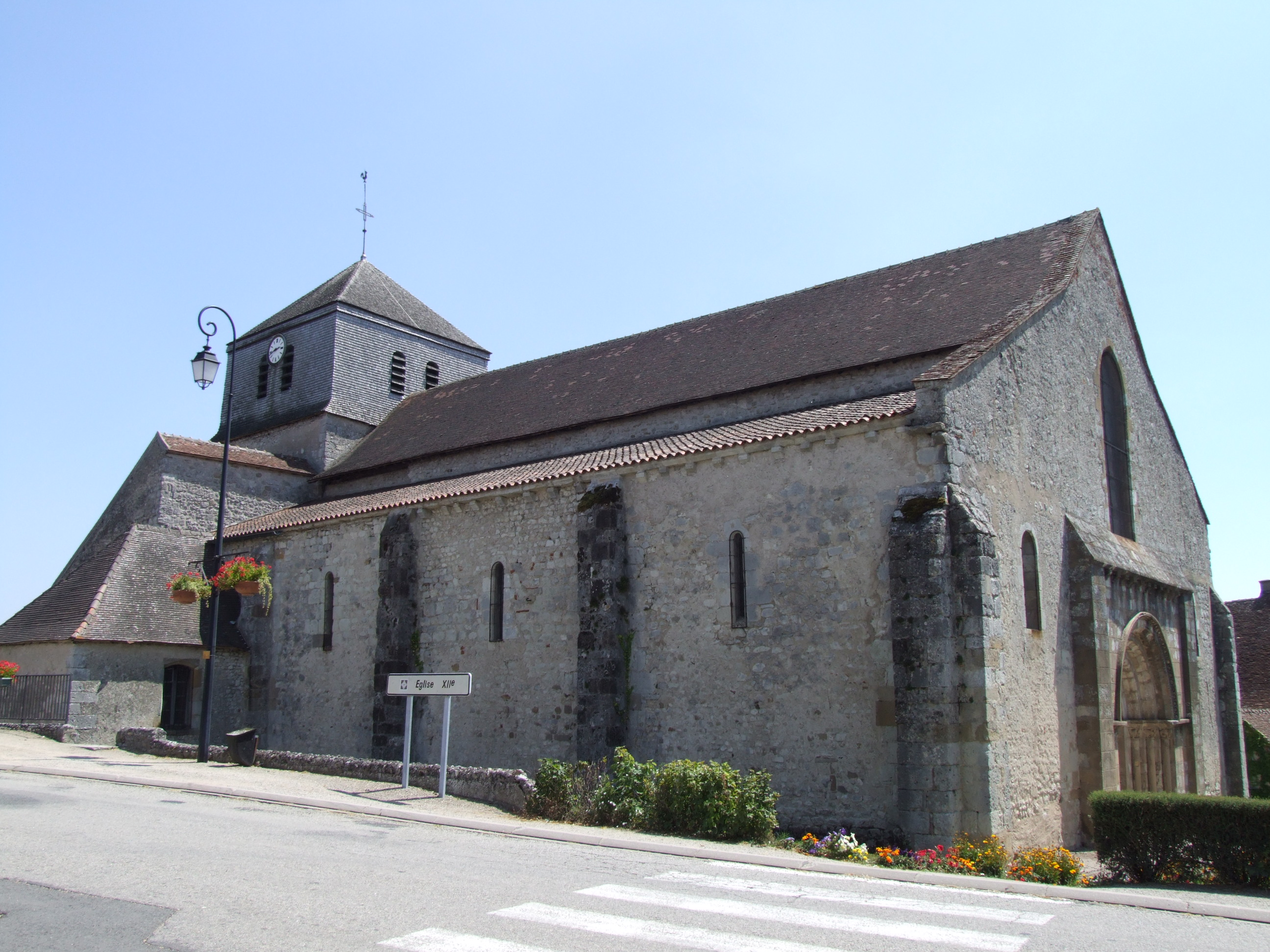
Церковь Сен-Мартен